# John M. Stephens
John Morley Stephens (* 17. November 1932 in Valparaiso, Indiana; † 18. Juni 2015 in Huntington Beach, Kalifornien) war ein US-amerikanischer Kameramann.

## Leben und Wirken
Stephens begann seine Laufbahn in den 1950er Jahren als Kameraassistent und war seit Mitte der 1960er Jahre als einfacher Kameramann (sog. camera operator) an zahlreichen konventionellen A-Unterhaltungsfilmen beteiligt, darunter Vierzig Wagen westwärts, Der Mann, der zweimal lebte, Simson ist nicht zu schlagen, Grand Prix und Eisstation Zebra. Zu seinen Lehrmeistern zählten altgediente Hollywoodveteranen wie Lionel Lindon, Daniel L. Fapp, Robert Surtees und James Wong Howe. Gegen Ende desselben Jahrzehnts stieg Stephens zwar in die Position eines Chefkameramanns auf, wurde aber auch weiterhin als einfacher Kameramann bzw. Chefkamera eines zweiten Drehteams (sog. Second Unit) geholt. Letztgenannte Position übte er noch bis 2009 aus.
Als Chefkameramann zeichnete John M. Stephens vor allem für Fernsehproduktionen verantwortlich, beginnend mit der Bing-Crosby-Show des Jahres 1968. Er fotografierte mehrfach Western und Serien wie Die Leute von der Shiloh Ranch und Alias Smith und Jones. Auch die Serie Ein Sheriff in New York über einen schlaksigen Wildwester mit sehr eigenen Methoden im Großstadtdschungel, trug die optische Handschrift von Stephens. Bei William Friedkins Neuverfilmung von Lohn der Angst (1953), Atemlos vor Angst (1977), war Stephens 1976 einer von zwei Chefkameraleuten. Seine berühmteste Arbeit lieferte John M. Stephens jedoch 1997 mit seiner Second-Unit-Fotografie zu James Camerons Mega-Blockbuster Titanic, seine letzte Tätigkeit als Cheffotograf war die bei einem 1999 veröffentlichten Animationsvideo.

## Filmografie
- 1968: The Bing Crosby Show
- 1969: Run, Angel, Run!
- 1969: Gidget Grows Up
- 1970: Die Leute von der Shiloh Ranch (Fernsehserie)
- 1970: Ein Sheriff in New York (Fernsehserie)
- 1971: Yuma
- 1971: Billy Jack
- 1971: Bunny und Bill (Bunny O’Hare)
- 1971: Alias Smith und Jones (Fernsehserie)
- 1972: Rodeo (Dokumentarfilm)
- 1972: Die Faust der Rebellen (Boxcar Bertha)
- 1972: Blacula
- 1972–73: Search (Fernsehserie)
- 1973: Little Cigars
- 1973: Dying Room Only
- 1973: Outrage
- 1974: Die Todesfalle unter dem Meer (Fer-de-Lance)
- 1974: Roll, Freddy, Roll!
- 1977: Atemlos vor Angst (Sorcerer)
- 1987: Crystalstone
- 1987: Stahl-Justiz (Steele Justice)
- 1990: Ski Academy (Ski Patrol)
- 1990: Entstellt – Die Geschichte der Marla Hanson (The Marla Hanson Story)
- 1995: Death Race – Renn um dein Leben (Overkill)
- 1998: Baby Huey’s Great Easter Adventure (Animationsvideo)